# 吕特里
吕特里（法語：Lutry）是瑞士联邦西部法语区的沃州下设的一个镇。在行政上属于拉沃-奥龙区管辖。吕特里的总面积为8.45平方公里。截至2010年底，总人口为9,305。

## 历史
吕特里最早见于908年的文献。

## 地理
吕特里位于莱芒湖东北岸。